# Жовтобрюшка маскова
Жовто́брюшка маскова (Eremomela canescens) — вид горобцеподібних птахів родини тамікових (Cisticolidae). Мешкає в Африці на південь від Сахари.

## Підвиди
Виділяють три підвиди:
- E. c. elegans Heuglin, 1864 — західний, південний Судан;
- E. c. abyssinica Bannerman, 1911 — східний Судан, Південний Судан, Еритрея, Ефіопія;
- E. c. canescens Antinori, 1864 — від південного Чаду і східного Камеруну до західної Кенії.

## Поширення і екологія
Маскові жовтобрюшки живуть в саванах, сухих тропічних лісах і чагарникових заростях. Зустрічаються на висоті від 500 до 2000 м над рівнем моря.